# 세종 나들목
세종 나들목(Sejong IC)은 세종특별자치시 장군면 용암리에 설치될 예정인 세종포천고속도로의 나들목이다. 2026년 12월에 개통될 예정이다.

## 역사
- 2020년 3월 10일 : 나들목 신설을 위해 세종특별자치시 도시계획시설 교통광장에 장군면 용암리 일원을 고시[1]

## 구조물 정보
- 위치 : 세종특별자치시 장군면 용암리

## 접속하는 도로
- 국도 제43호선 (정안세종로)